# SHIHOのNISSANナチュラル・パレット
SHIHOのNISSANナチュラル・パレット（しほのにっさんなちゅらる・ぱれっと）は、TOKYO FMをはじめとするJFN系列37局(Kiss-FM KOBEを除く)で週末に放送していたラジオ番組である。2003年10月、「NISSAN SONG 4 SEASON」（DJ・栗原由佳）からタイトル改題。（一部地域では放送時間が異なる）提供は日産自動車単独。2006年3月で終了。
パーソナリティーはSHIHO。2005年4月からは藤野直彦がアシスタントとして登場した。

## オンエア局
- 番組終了時点
TOKYO FM、AIR-G'、AFB、FM IWATE、Date FM、AFM、Boy-FM、ふくしまFM、FMぐんま、RADIO BERRY、FM-NIIGATA、FMとやま、HELLO FIVE、FM福井、FM長野、Radio 80、K-mix、FM AICHI、レディオキューブ FM三重、e-radio、fm osaka、V-air、FM岡山、HFM、FMY、FM徳島、FM香川、JOEU-FM、Hi-Six、FM FUKUOKA、FMS、SMILE-FM、FMK、Air-Radio FM88、JOY FM、μFM、FM沖縄

## 備考
当番組終了後、JFN系・日産自動車1社提供枠は日曜17時台に移行し、現在も放送中の『NISSAN あ、安部礼司〜BEYOND THE AVERAGE』に引き継がれた（当番組は未ネットだったKiss-FM KOBEでは初回からネットしている一方、FM三重では2018年9月まで同時間帯に自社制作番組を放送していた関係でネットしていなかった）。